# Mariä Himmelfahrt (Gebrazhofen)

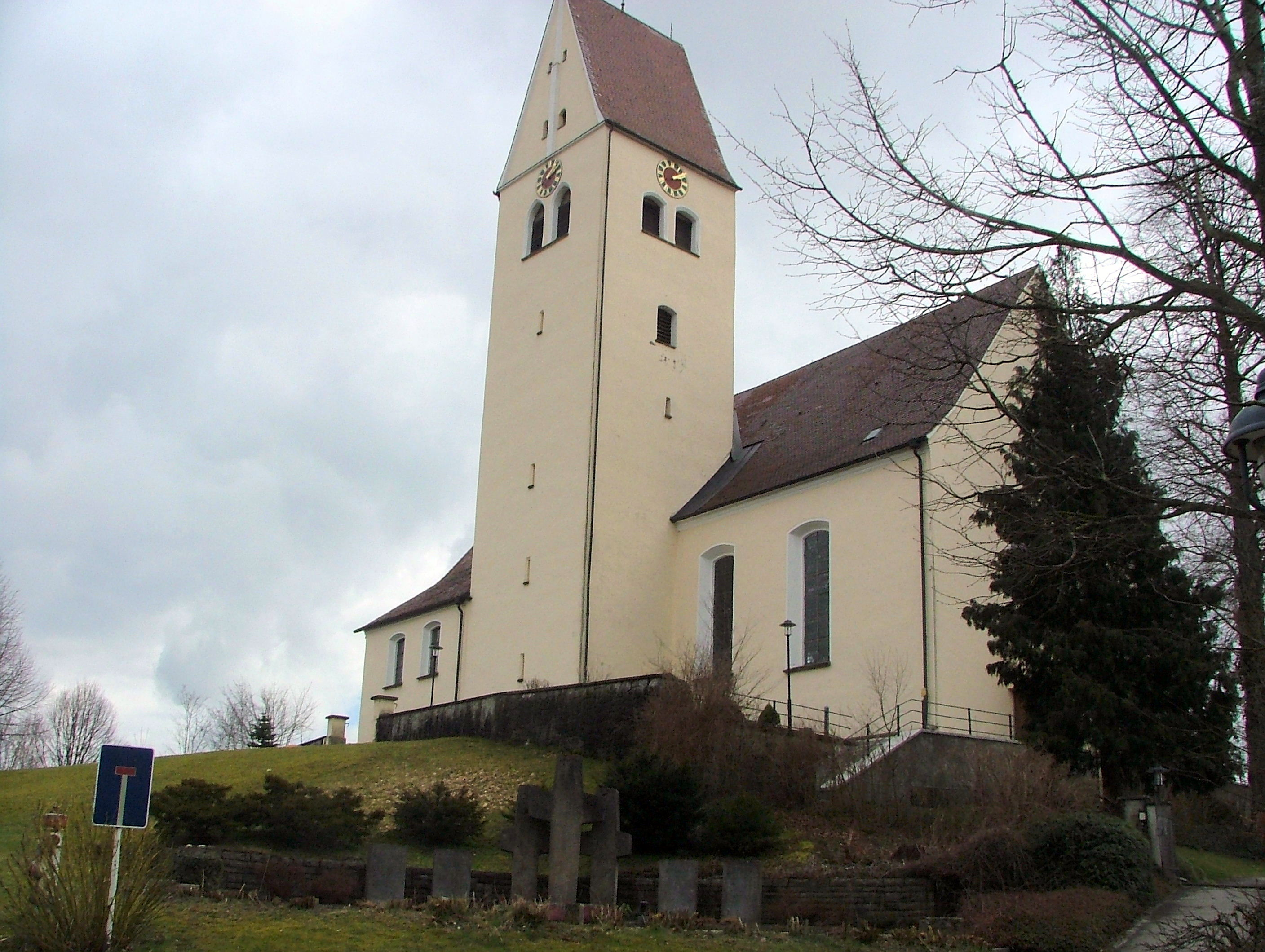
Mariä Himmelfahrt in Gebrazhofen

Die römisch-katholische Pfarrkirche Mariä Himmelfahrt steht in Gebrazhofen, einem Stadtteil der Großen Kreisstadt Leutkirch im Allgäu im Landkreis Ravensburg in Baden-Württemberg. Die Kirchengemeinde gehört zum Dekanat Allgäu-Oberschwaben in der Diözese Rottenburg-Stuttgart. Das Bauwerk ist beim Landesamt für Denkmalpflege Baden-Württemberg als Baudenkmal eingetragen.

## Beschreibung
Die Saalkirche besteht aus einem 1689/90 gebauten Langhaus, einem gotischen, quer mit einem Satteldach bedeckter Kirchturm an seiner Nordwand und einem eingezogenen, dreiseitig geschlossenen Chor im Osten. Das oberste Geschoss des Kirchturms beherbergt die Turmuhr und den Glockenstuhl mit vier Kirchenglocken. Der Innenraum des Langhauses ist mit einer Flachdecke überspannt, die 1807 bemalt wurde. Im Chor befindet sich ein Gemälde über die Aufnahme Marias in den Himmel.